# Ariadna dentigera
Ariadna dentigera är en spindelart som beskrevs av William Frederick Purcell 1904. Ariadna dentigera ingår i släktet Ariadna och familjen sexögonspindlar. Inga underarter finns listade i Catalogue of Life.